# Benoît Pouliot
Benoît Robert Pouliot (* 29. September 1986 in Alfred, Ontario) ist ein ehemaliger kanadischer Eishockeyspieler. Der linke Flügelstürmer bestritt zwischen 2006 und 2018 über 600 Partien für sieben Teams in der National Hockey League (NHL), nachdem ihn die Minnesota Wild im NHL Entry Draft 2005 an vierter Position ausgewählt hatten.

## Karriere
Benoît Pouliot begann seine Karriere als Eishockeyspieler bei den Sudbury Wolves, für die er von 2003 bis 2006 in der kanadischen Juniorenliga Ontario Hockey League aktiv war. In diesem Zeitraum wurde er im NHL Entry Draft 2005 in der ersten Runde als insgesamt vierter Spieler von den Minnesota Wild ausgewählt, für die er in der Saison 2006/07 sein Debüt in der National Hockey League gab. Nachdem er in seinen ersten beiden Spielzeiten im Franchise der Wild noch hauptsächlich für deren Farmteam aus der American Hockey League, die Houston Aeros, zum Einsatz kam, stand der Kanadier zu Beginn der Saison 2008/09 regelmäßig für die Minnesota Wild in der NHL auf dem Eis. Am 23. November 2009 wurde er im Tausch für Guillaume Latendresse zu den Montréal Canadiens transferiert.
Am 1. Juli 2011 unterzeichnete Pouliot einen Kontrakt für ein Jahr bei den Boston Bruins, welche den Stürmer im Juni 2012 im Austausch für Michel Ouellet und einem Fünftrunden-Wahlrecht im NHL Entry Draft 2012 an die Tampa Bay Lightning abgaben. Anfang Juli 2012 einigte sich Pouliot auf einen Einjahresvertrag mit den Tampa Bay Lightning. Im Juli 2013 unterzeichnete er einen Einjahresvertrag bei den New York Rangers. Nach drei einjährigen Engagements unterzeichnete Pouliot im Juli 2014 einen Fünfjahresvertrag bei den Edmonton Oilers. Nachdem der Stürmer drei Jahre bei den Oilers gespielt hatte, bezahlten diese ihm Ende Juni 2017 seine verbleibenden zwei Vertragsjahre aus (buy-out), sodass er sich fortan als Free Agent auf der Suche nach einem neuen Arbeitgeber befand, den er am 1. Juli 2017 in Form der Buffalo Sabres fand. Dort unterzeichnete er einen Einjahresvertrag, der im Sommer 2018 nicht verlängert wurde. Dies bedeutete in der Folge das Ende seiner aktiven Karriere, in der er 625 NHL-Partien bestritten und dabei 263 Scorerpunkte verzeichnet hatte.

### International
Für Kanada nahm Pouliot an der U20-Junioren-Weltmeisterschaft 2006 teil, bei der er mit der Nationalmannschaft Junioren-Weltmeister wurde.

## Erfolge und Auszeichnungen
| - 2005 CHL Top Prospects Game - 2005 Emms Family Award - 2005 OHL First All-Rookie Team | - 2005 OHL Second All-Star Team - 2005 CHL All-Rookie Team - 2005 CHL Rookie of the Year |

### International
- 2006 Goldmedaille bei der U20-Junioren-Weltmeisterschaft

## Karrierestatistik

### International
Vertrat Kanada bei:
- U20-Junioren-Weltmeisterschaft 2006

(Legende zur Spielerstatistik: Sp oder GP = absolvierte Spiele; T oder G = erzielte Tore; V oder A = erzielte Assists; Pkt oder Pts = erzielte Scorerpunkte; SM oder PIM = erhaltene Strafminuten; +/− = Plus/Minus-Bilanz; PP = erzielte Überzahltore; SH = erzielte Unterzahltore; GW = erzielte Siegtore; 1 Play-downs/Relegation; Kursiv: Statistik nicht vollständig)